# Lars Tranvik
Lars J. Tranvik, född 1959, är en svensk ekolog. Han disputerade 1989 vid Lunds universitet och är professor i limnologi vid Uppsala universitet. Hans forskning gäller omsättningen av organiskt material och kolets kretslopp i vattenmiljöer. Han invaldes 2009 som ledamot av Vetenskapsakademien.